# Chiesa di San Pio I
La chiesa di San Pio I è un edificio religioso situato a Vallerona, frazione di Roccalbegna, in provincia di Grosseto e diocesi di Pitigliano-Sovana-Orbetello.

## Storia
Nel 1641 fu realizzata a Vallerona una piccola cappella dedicata alla Madonna del Carmine, e detta anche "della Visitazione", a servizio della popolazione di quello che era un modesto borgo agricolo situato tra i borghi fortificati di Cana e di Roccalbegna.
La parrocchia di Vallerona fu istituita il 25 luglio 1785 per volere del vescovo Francesco Pio Santi, che volle anche l'ampliamento del precedente edificio. La chiesa fu quindi profondamente ristrutturata e ampliata tra il 1787 e il 1789 e dedicata a san Pio I, in segno di omaggio al vescovo.

## Descrizione

### Esterno
La facciata dell'edificio si mostra semplice, con portale arcuato sovrastato da finestrella di forma rettangolare.
Sul lato destro si eleva il campanile cuspidato al cui interno sono posizionate tre campane.

### Interno
L'interno della chiesa è di 170 m² e si presenta a pianta rettangolare con copertura del tetto a capriate. Tra i vari arredi sacri che vi sono conservati degni di nota sono l'acquasantiera e il fonte battesimale in peperino, risalenti al XVII secolo. L'area del presbiterio è caratterizzata da due archi a tutto sesto realizzati in cotto, mentre nell'abside è custodito un grande crocifisso ligneo.
Tra le opere pittoriche di pregio si segnalano una tela seicentesca con la Madonna del Carmine ed i santi Giovanni Battista e Giuseppe e un dipinto purista del XIX secolo con la Madonna col Bambino in trono ed i santi Pio papa ed Antonio abate.